# ドイツ学
ドイツ学（ドイツがく、独逸学、旧字体：獨逸󠄁學）とは、日本におけるドイツ語及びドイツ語圏諸国を中心としたドイツ語主体の学問（独文学など）のことを指す。また、ドイツ語の「Germanistik（ゲルマニスティク）」という表現を用いる場合もある。

## 日本におけるドイツ学

### 江戸時代
ドイツはオランダの隣国であり、オランダ語に訳された本が日本に入ってくる事が多かった事、三十年戦争以後強力な統一国家が現れなかった事から、江戸時代を通じてドイツへの関心は高くなかった。1771年（明和8年）に長崎通詞今村源右衛門がオランダ商館長に送られてきたドイツ語の手紙を翻訳したのが最古の例と言われており、水戸藩でも寛政年間に兵学の研究のためにドイツ語の研究がされたと言われているが、散発的なものである。また、オランダ商館員としてドイツ人であるケンペルやシーボルトが来日した事は知られているが、彼らはオランダ人として振舞っていたために、ドイツに関して限定すれば大きな影響は与えなかった。また、宇田川榕菴が『植学啓原』を書いた際にシーボルトから貰ったドイツのクルト・シュプレンゲル（Kurt Sprengel）の著から引用したとされ、彼がドイツ語を解したとする説もあるが真偽は定かではない。
ドイツ学の起源として適切なのは、万延元年（1860年）にプロシアのフリードリヒ・アルブレヒト・ツー・オイレンブルク（Friedrich Albrecht zu Eulenburg、後のビスマルク内閣内相）が同国の使者として来日した際に、加藤弘之と市川斎宮が献上品であった電信機の使用法を学ぶためにドイツ語を学んだとされるもので、ついで同年の12月14日（1861年1月24日）に日普修好通商条約が締結されたためにドイツ語学習の必要性が生じ、1862年（文久2年）に洋書調所で『官版独逸単語篇』が刊行された。

### 戦前
明治維新により近代化の時代に入ると、大学南校にヤーコプ・カデルリー（Jakob Kaderly・スイス）が着任して日本における本格的なドイツ語教育の基礎を築いた。その後、ドイツ語辞典ブームが到来するが、最も大きな影響を与えたのは、明治5年（1872年）に司馬凌海らが作成した『和訳独逸辞書』と明治10年（1877年）に那波大吉らが作成した『和独対訳辞林』であった。いずれもルドルフ・レーマンが監修したとされる。
1880年代に入ると、日本の立憲制度など国家の基盤にドイツの方針を採り入れようとする主張が明治政府内部から上がった。その主唱者が井上毅であった。後に大日本帝国憲法の起草者の1人となる井上は、ドイツ帝国の国制こそが、天皇を中心とする日本の国体擁護のための制度作りに欠かせないと唱えた。だが、実際のところ当時のイギリス・フランスに対する関心に対してドイツのそれが低かったのも事実であり、むしろ明治政府の主流はドイツ帝国の隆盛を見て政治や軍事をドイツ式にしようと考えたのが実情であった。これに対して井上はイギリス・フランスの影響が強い福澤諭吉の慶應義塾に対抗できる学校を創設する構想を立てた。この提案はドイツへの留学経験のある桂太郎や青木周蔵、品川弥二郎らの支持を受けて具体化し、1883年に独逸学協会学校（後の獨協学園）が設立された。この学校はドイツ啓蒙主義に基づいた教育を行って官界・法曹界への人材供給を目的とし、宮内省（後に文部省と司法省）から補助金が出され、上級学校としてドイツ法を学ぶための専修科（1884年－1895年）が設置されて一時は九大法律学校の1つに数えられたが、財政難による補助金打ち切りと帝国大学におけるドイツ学充実への政策転換、設置当初約束されていた専修科卒業者を高等文官試験において帝国大学と同等に扱うという約束が実施されなかったために経営が急速に悪化して、専修科を廃止して中学校のみとなった（同校が独協大学を設置するのは専修科廃止から69年後のことである）。一方、国立・官立学校においては、1887年に東京帝国大学に独逸文学科が設置されて、カール・フローレンツ（Karl Florenz）が1889年より1914年の25年にわたり教壇にたって日本におけるドイツ語学・ドイツ文学研究の礎を築いた(後任に上田整次)。また、1895年には前述の独逸学協会学校が維持できなくなった同校専修科の組織を独逸法学科に吸収してその充実を図った。また1899年には、1885年に廃止された東京外国語学校（1873年創立）が再興されてドイツ語学科が設置された。更に法律・軍事・医学の分野におけるドイツへの留学者が増加するなど、ドイツ学の受容が進んだ。もっとも、全てのドイツの学術が歓迎されたわけではない。マルクス・エンゲルスなどの社会主義・共産主義は弾圧の対象となったし、1906年にはニーチェの超人思想を紹介した登張信一郎（竹風、当時東京高等師範学校教授）が「国体破壊」の非難によって教壇を追われる事件も起きている。
1905年には日露戦争に勝利し、1911年には不平等条約が完全撤廃されたことにより、日本が列強に伍する国力を持って富国強兵時代が終わると、「ドイツ学」は主としてドイツ語学・独文学を中心とする内容が学ばれるようになった。また、帝国大学及び有力私立大学では、ドイツ語学・独文学のみならず、ドイツ法学科（略称：独法）を設けた所もあった。富国強兵時代が終わった後も、ドイツの制度の摂取を主張する政治家は随時見られた。
1930年代になり、ドイツにアドルフ・ヒトラー率いる国家社会主義ドイツ労働者党(ナチ党)が台頭し、政権を掌握すると、日本では、ナチス・ドイツの政治や経済、軍事などへの関心が高まった。

### 戦後
日本が第二次世界大戦で敗北し、戦後改革が起こると、全国各地に新制大学が設立され、各地の大学にてドイツ学が講義されるようになった。